# PSA 항공
PSA 항공(영어: PSA Airlines)은 미국의 지역 항공사다. 오하이오주 데이턴 데이턴 국제공항에 본사가 있다. 이 항공사는 아메리칸 항공 그룹의 전액 출자 자회사이며, 아메리칸 항공에서 일정을 잡고 마케팅하고 티켓을 판매하는 아메리칸 이글 항공편을 운영한다.